# Слетіоареле (Яломіца)
Слетіоареле (рум. Slătioarele) — село у повіті Яломіца в Румунії. Входить до складу комуни Жилавеле.
Село розташоване на відстані 51 км на північний схід від Бухареста, 71 км на захід від Слобозії, 138 км на південний захід від Галаца, 119 км на південний схід від Брашова.

## Населення
За даними перепису населення 2002 року у селі проживали 492 особи, усі — румуни. Усі жителі села рідною мовою назвали румунську.